# Rafael Sánchez-Paredes Pastor
Rafael Sánchez-Paredes Pastor (Numancia de la Sagra, Toledo, va ser un militar espanyol, conegut per haver estat comandant de les Forces cuirassades de l'Exèrcit republicà durant la Guerra civil espanyola.

## Biografia
Militar professional, pertanyia a l'arma d'infanteria. Al desembre de 1923, poc després del Cop d'estat de Primo de Rivera, va ser nomenat delegat governatiu a Bujalance (Còrdova). Al començament de la guerra civil tenia el rang de tinent coronel, estant al capdavant d'un regiment de carros de combat.
Poc després del començament de la guerra, el 6 d'agost de 1936 fou ascendit a Coronel d'infantería. El 22 de setembre d'aquest any el govern li va nomenar comandant de la nova Escola de carros de combat a Archena. Des d'aquesta data i durant la resta de la contesa va ser comandant de la base d'Archena, establerta amb l'assistència d'oficials soviètics com el també coronel Semion Krivoixein. Més endavant, quan ja havien augmentat els efectius blindats de l'Exèrcit republicà, va estar al capdavant de la Divisió d'Enginys Blindats. l final de la contesa va abandonar Espanya i es va exiliar a Mèxic, on va morir.